# Альмодовар, Ильдефонсо Диас
Ильдефо́нсо Ди́эс де Риве́ра-и-Му́ро Альмодо́вар (исп. Ildefonso Díez de Rivera y Muro; 1777—1846) — испанский министр и государственный деятель XIX века.

## Биография
Родился 24 января 1777 года в городе Гранаде одноимённой испанской провинции.
Был при начале войны за независимость артиллерийским поручиком и отличился при защите Оливенсы. По возвращении Фердинанда VII он был заподозрен в принадлежности к масонству и заключён в инквизиционную тюрьму в Валенсии, откуда его освободила только революция 1820 года.
По смерти Фердинанда VII, возвратившись из добровольного изгнания, Альмодовар в качестве всеми уважаемого либерала был избран президентом созванных Мартинесом де ла Роса кортесов, снова вступил в армию и дослужился до генерал-майора.
Будучи при министерстве Торезио генерал-капитаном Валенсии, Альмодовар во время одного восстания встал во главе тамошней хунты, но впоследствии сам участвовал в усмирении этого мятежа, после чего в 1834 году в правительстве Мендисабаля был некоторое время военным министром.
После событий в Ла-Гранхе, в августе 1836 года, он был избран в учредительные кортесы и в правительстве Калатравы был ещё раз военным министром и короткое время исправляющим должность президента совета министров.
Когда расстроенное здоровье принудило его подать в отставку, он снова вступил в кортесы. Впоследствии регентша Мария Кристина Бурбон-Сицилийская назначила его сенатором, а при регентстве Эспартеро в конце 1841 года он был снова назначен президентом кортесов и в июне 1842 года — министром иностранных дел.
С падением Эспартеро в 1843 году Альмодовар вышел в отставку и скончался 26 января 1846 года в городе Валенсии.